# 日本ヴァイオリン
株式会社日本ヴァイオリン（にっぽんヴァイオリン、英: Nippon Violin Co.,Ltd.）は、東京都渋谷区に本社を置くオールド弦楽器の専門店である。ヴァイオリンをはじめとした弦楽器の販売に加え、メンテナンスや修理を行う企業。

## 概要
基盤業務としては、ストラディヴァリウスや、グァルネリを始めとしたオールド弦楽器の販売、修理及び調整までを手掛ける。他にも、楽器オーナーの委託管理や楽器の貸し出し等も行う。
2018年10月に六本木ヒルズの森アーツセンターギャラリーにてストラディヴァリウスを21挺集めた展覧会（ストラディヴァリウス300年目のキセキ展）の監修を担う。

## 沿革
- 1983年　- 弦楽器販売店として株式会社弦楽器デュオを設立。
- 2009年 - 新社名、株式会社日本ヴァイオリンに社名変更。
- 2015年 - イタリアのヴァイオリン博物館にグァルネリ・デルジェス 1734 "Prince Doria”を寄託。
- 2018年 - 東京ストラディヴァリウス フェスティバル 2018の監修を実施。